# Nîjnie, Derajnea
Nîjnie (în ucraineană Нижнє) este localitatea de reședință a comunei Nîjnie din raionul Derajnea, regiunea Hmelnîțkîi, Ucraina.

## Demografie
Componența lingvistică a localității Nîjnie
     Ucraineană (98,27%)
     Rusă (1,56%)
     Alte limbi (0,17%)
Conform recensământului din 2001, majoritatea populației localității Nîjnie era vorbitoare de ucraineană (98,27%), existând în minoritate și vorbitori de rusă (1,56%).